# Pithotomus tschitscherini
Pithotomus tschitscherini är en stekelart som först beskrevs av Kokujev 1904.  Pithotomus tschitscherini ingår i släktet Pithotomus och familjen brokparasitsteklar. Inga underarter finns listade i Catalogue of Life.